# Martin Kuba

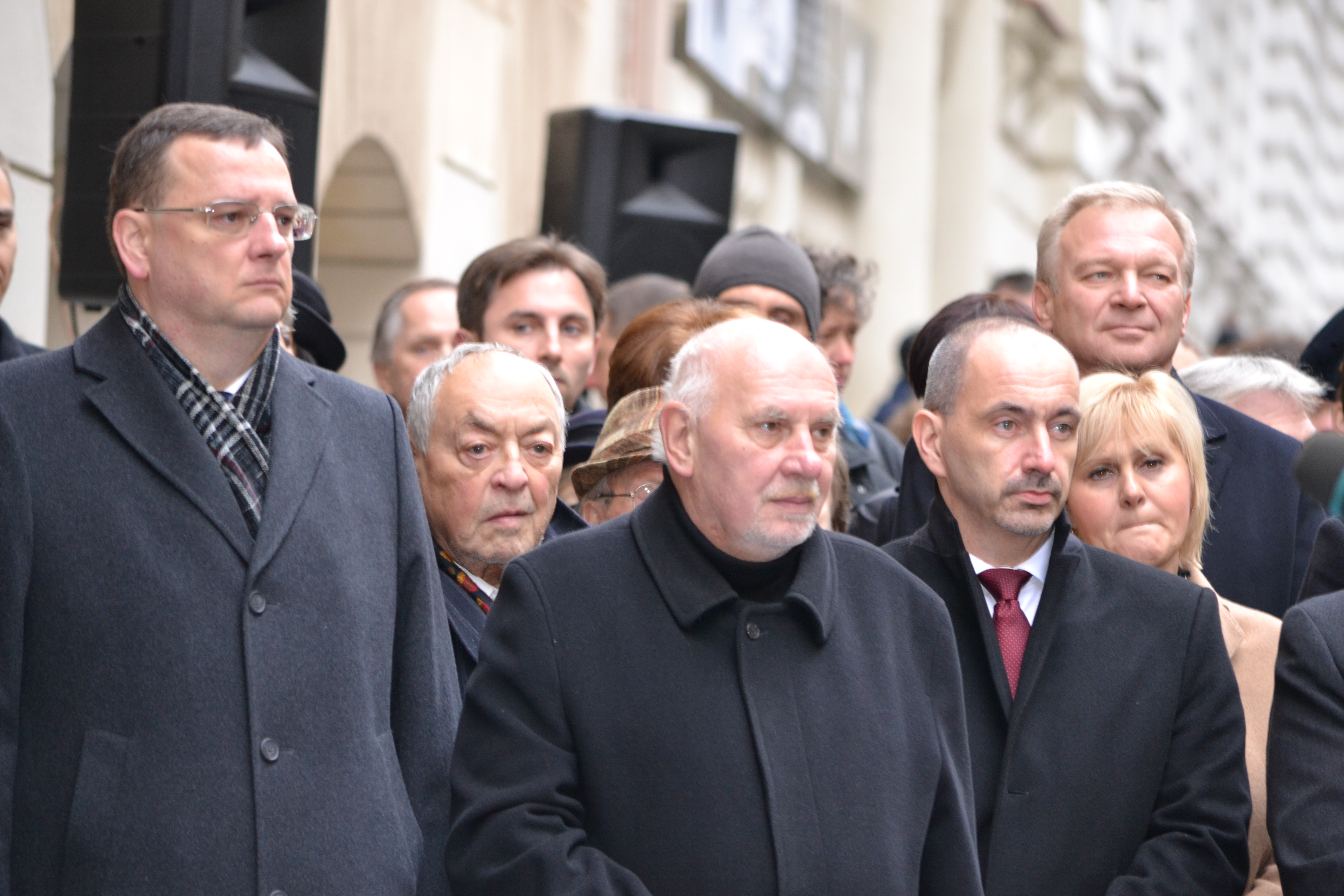
Mezi hosty při vzpomínkovém aktu k výročí 17. listopadu 1939

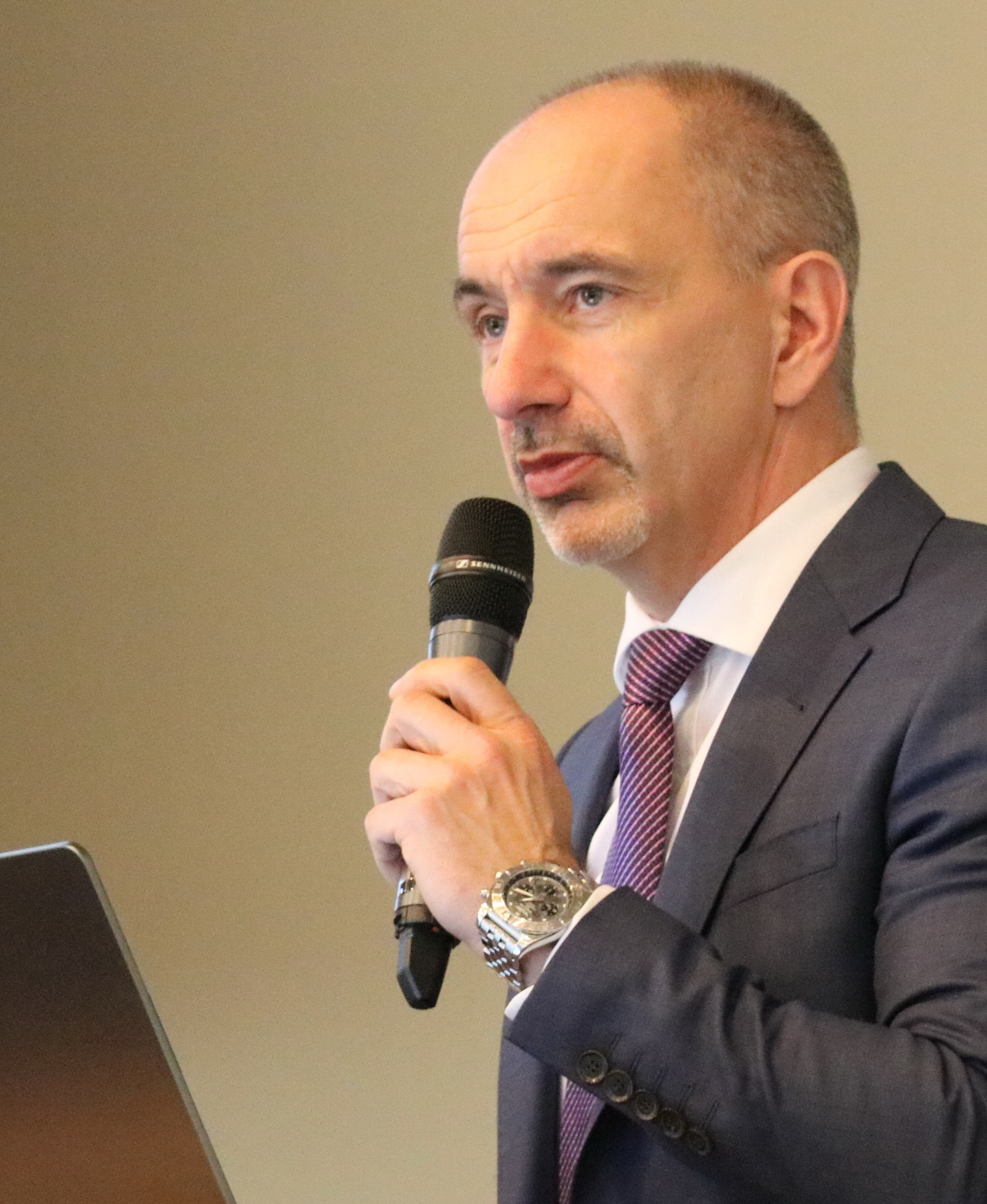
Přednášející na konferenci ČSJ SYMA 2018 v Praze

Martin Kuba (* 9. dubna 1973 České Budějovice) je český lékař a politik, od roku 2020 hejtman Jihočeského kraje a v letech 2020 až 2024 předseda Asociace krajů ČR. Od 16. listopadu 2011 do 10. července 2013 působil ve funkci ministra průmyslu a obchodu Nečasovy vlády, v letech 2012 až 2014 byl prvním místopředsedou ODS, po rezignaci Petra Nečase na předsedu strany byl 17. června 2013 pověřen vedením ODS.

## Vzdělání, profese
V roce 1991 maturoval na Střední průmyslové škole stavební v Českých Budějovicích. Poté se rozhodl stát se lékařem a v roce 1995 získal maturitu na Střední zdravotnické škole Bílá Vločka, obor zdravotnický záchranář. Pokračoval studiem na 1. LF UK, kde byl promován v roce 2002. Od téhož roku pracoval jako lékař Zdravotnické záchranné služby (například 8. března 2003 zasahoval při nehodě u Nažidel) a anesteziolog na oddělení kardiochirurgie Nemocnice České Budějovice. V letech 1996–1998 působil ve společnosti PSM, která byla ve skutečnosti pyramidovou hrou. V roce 2004 se stal provozovatelem pekárny Fornetti v Budějovicích a v roce 2007 založil síť obchodů Fruit Frog (ovocné koktejly).
V době působení ve funkci náměstka hejtmana Jihočeského kraje si ponechal v českobudějovické nemocnici pětinový úvazek, rovněž byl členem její dozorčí rady. V majetkovém přiznání uváděl odměnu za členství v představenstvu českobudějovické teplárny, která patří z 80 % městu (spolu s dividendami si přišel na 150 tisíc korun, po komunálních volbách zde skončil), dále uváděl zisky z podnikání na principu frančízy společnosti Fornetti a z projektu stánků ovocných koktejlů Fruit Frog. Po jmenování ministrem uvedl, že toto drobné podnikání převede v rodině tak, aby se na něm nepodílel. Po ukončení činnosti na ministerstvu průmyslu a obchodu spolu s Adamem Kotalíkem zajistili další výrobu ve firmě Fiantex. Koupil firmu Texsr od pana Šrajera.

## Politická kariéra
V roce 2003 vstoupil do ODS. V roce 2006 byl zvolen zastupitelem a radním města České Budějovice. Po krajských volbách v roce 2008 se stal zastupitelem Jihočeského kraje a díky koaliční dohodě vítězné ČSSD a druhé ODS také krajským radním a 1. náměstkem hejtmana se zodpovědností za regionální rozvoj, dopravu a evropské záležitosti. Na regionálním sněmu ODS 18. listopadu 2008 byl zvolen předsedou jihočeské ODS a nahradil dosavadního šéfa jihočeské ODS Zajíčka, který odstoupil krátce po krajských volbách.
Podle Lidových novin Kubu provází pověst, že „je jen nastrčenou figurkou v rukou takzvaného hlubockého knížete a jednoho z deklarovaných kmotrů ODS Pavla Dlouhého“. O prokazatelném propojení Kuby a Dlouhého se zmiňoval i časopis Týden a časopis Respekt jej označil za „Dlouhého nejdůležitějšího spojence v ODS“. Sám Kuba tato tvrzení odmítá.
Při odvolání českobudějovického primátora Juraje Thomy 17. června 2010 vystoupil Kuba proti němu a obvinil jej z celé řady chyb.
Na 21. kongresu ODS (19.–20. června 2010) kandidoval na místopředsedu strany k čemuž Petr Nečas poznamenal, že „by nebylo dobře, aby spoluarchitekt velkokoaličního projektu v Jihočeském kraji byl ve vedení ODS v roce 2010“. Martin Říman během kongresu řekl, že „Martin Kuba představuje právě tu skupinu v ODS, která se snažila výrazně manipulovat zákulisním způsobem výsledky.“ Navzdory dohodě s pražskou ODS Kuba místopředsedou zvolen nebyl.
V komunálních volbách do zastupitelstva Českých Budějovic v říjnu 2010 byl na kandidátce ODS na 11. místě, a protože ODS získala jen 8 mandátů, Martin Kuba post zastupitele neobhájil. Přestože předseda ODS Petr Nečas vyzval ty, kteří zklamali v komunálních volbách, aby odstoupili, zůstal Kuba v čele jihočeské ODS. Po postupném odstoupení zastupitelů Jiřího Pospíšila, Petra Maroše a Martina Staška se Kuba 10. března 2011 zastupitelem města České Budějovice znovu stal. Na regionálním sněmu v Českých Budějovicích 14. listopadu 2011 Kuba post předsedy jihočeské ODS obhájil ziskem 72 hlasů ze 79 možných.
Po rezignaci Martina Kocourka byl Kuba navržen předsedou vlády Petrem Nečasem do funkce ministra průmyslu a obchodu. Prezident Václav Klaus jej jmenoval 16. listopadu 2011. Při této příležitosti premiér Nečas uvedl, že Kuba vzhledem k přechodu na ministerstvo odejde z funkce náměstka hejtmana Jihočeského kraje, do konce roku 2011 i z jihočeského zastupitelstva a v příštích krajských volbách nebude kandidovat. S tímto krokem nesouhlasil poslanec Michal Doktor, který se proto rozhodl ukončit své členství v ODS. 4. listopadu 2012 byl Martin Kuba na 23. kongresu ODS zvolen prvním místopředsedou strany, přesvědčivě porazil dosavadní první místopředsedkyni Miroslavu Němcovou.
Ve volbách do Poslanecké sněmovny PČR v roce 2013 kandidoval v Jihočeském kraji jako lídr ODS, ale nebyl zvolen, neboť ho díky preferenčním hlasům překonal Jan Zahradník.
V komunálních volbách v roce 2014 se pokoušel obhájit post zastupitele města České Budějovice, ale neuspěl. V krajských volbách v roce 2016 byl za ODS zvolen zastupitelem Jihočeského kraje. V komunálních volbách v roce 2018 byl po čtyřleté pauze zvolen zastupitelem města České Budějovice, když vedl kandidátku subjektu „Sdružení Občanské demokratické strany a nezávislých kandidátů“.
V krajských volbách v roce 2020 byl lídrem kandidátky ODS v Jihočeském kraji. Zatímco ODS se v Jihočeském kraji umístila na druhé místě s 17,52 % hlasy, Kuba získal 6 122 preferenčních hlasů, a tím i mandát v krajském zastupitelstvu. Dne 3. listopadu 2020 byl zvolen hejtmanem Jihočeského kraje, získal 30 z 55 hlasů. Koalici vytvořily druhá ODS, čtvrté uskupení „TOP 09 a KDU-ČSL – Společně pro jižní Čechy“, pátá ČSSD a sedmé hnutí Jihočeši 2012. Ve funkci tak vystřídal Ivanu Stráskou z ČSSD. Na začátku prosince 2020 se navíc stal předsedou Asociace krajů ČR.
V lednu 2024 byl zvolen lídrem kandidátky ODS v krajských volbách v roce 2024. V rámci předvolební kampaně se přitom na billboardech vyskytoval bez ostatních kandidátů strany či stranického loga. Jím vedená kandidátka ODS získala 47,51 % hlasů, mandát krajského zastupitele tak obhájil. Posléze obhájil i funkci hejtmana kraje, když ODS v kraji sestavila jednobarevnou vládu. Ve funkci předsedy Asociace krajů České republiky jej však v listopadu 2024 vystřídal hejtman Zlínského kraje Radim Holiš.
V lednu 2025 pak oznámil, že ve volbách do Poslanecké sněmovny PČR na podzim 2025 nebude, i přes svůj úspěch v krajských volbách, kandidovat.
V komunálních volbách v roce 2022 kandidoval do zastupitelstva Českých Budějovic z 8. místa kandidátky ODS. Vlivem preferenčních hlasů však skončil první, a obhájil tak mandát zastupitele. Od roku 2022 působí také jako člen rady města.
Též je členem Národní rady pro sport v rámci Národní sportovní agentury v oboru Sport a samospráva.

## Ocenění
- Řád svatého. Floriána, za podporu dobrovolných hasičů[40]